# Energio Díaz
Energio Díaz (Esmeraldas, Ecuador; 15 de septiembre de 1969) es un exfutbolista de Ecuador que jugaba en la posición de delantero centro.

## Carrera

### Club
| Periodo   | Club             |
| --------- | ---------------- |
| 1988–1989 | América de Quito |
| 1990–1991 | Santa Rosa FC    |
| 1992      | Aguas Verdes     |
| 1993      | Valdez SC        |
| 1994      | Delfín SC        |
| 1995–1996 | Deportivo Cuenca |
| 1996      | Chunnam Dragons  |
| 1997–2000 | LDU Quito        |
| 2001      | Deportivo Cuenca |

### Selección nacional
Jugó para Ecuador en cinco ocasiones en 1995 y anotó tres goles; uno de esos goles fue en la victoria por 2-0 sobre Perú en Rivera, Uruguay por la Copa América 1995.

## Logros

### Club
- Serie A de Ecuador (2): 1998, 1999

### Selección nacional
- Copa de Corea (1): 1995

### Individual
- Mejor jugador de la Copa de Corea de 1995.[3]